# Detección síncrona

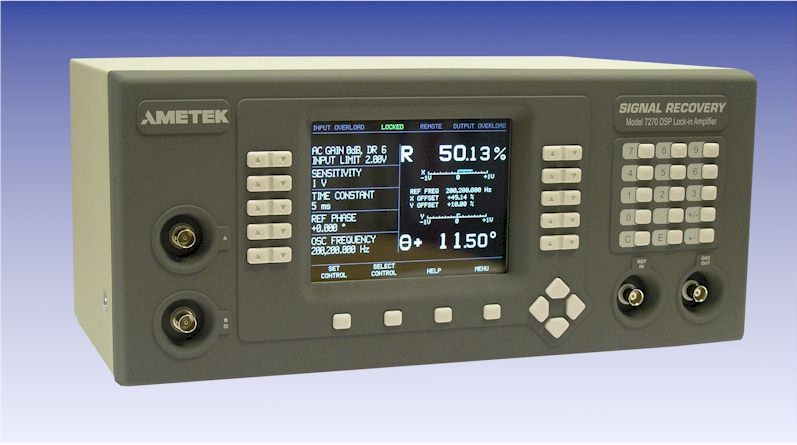
Un amplificador de detección síncrona.

La detección síncrona es una técnica de procesamiento de señales heterodino que permite extraer señales de baja amplitud, pero de banda estrecha, ahogados por un gran ruido y banda ancha, multiplicando la señal por un señal sinusoidal de frecuencia cercana a la de la frecuencia media a detectar. También llamada demodulación coherente, se puede definir como un cambio de frecuencia (que implica longitud de onda) llevado a cabo sobre una onda portadora preexistente.
Se hace mediante un instrumento llamado amplificador de detección síncrona (en inglés: Lock-in AMPLIFIER).

## Principio de detección síncrona
La detección síncrona utiliza la propiedad del ortogonalidad de las funciones sinusoidales . Dejar ser una señal de la forma {\displaystyle u_{s}(t)=U_{s}\sin {(2\pi f_{s}t+\phi _{s})}} y un portadora sinusoidal de la forma {\displaystyle u_{c}(t)=U_{c}\sin {(2\pi f_{c}t+\phi _{c})}} . Al multiplicar estas dos funciones, se tiene en cuenta la identidad trigonométrica {\displaystyle \sin {(a)}\sin {(b)}={\frac {1}{2}}\left(\cos {(a-b)}-\cos {(a+b)}\right)} :
{\displaystyle u_{s}(t)u_{c}(t)={\frac {U_{s}U_{c}}{2}}\left(\cos {(2\pi (f_{s}-f_{c})t+\theta )}-\cos {(2\pi (f_{s}+f_{c})t+\Theta )}\right)} ,
con {\displaystyle \theta =\phi _{s}-\phi _{c}} desplazamiento de fase entre la señal y el portador, y {\displaystyle \Theta =\phi _{s}+\phi _{c}} .
Si la señal así multiplicada por la portadora se integra en un período T muy superior al de la señal o de la portadora, el valor resultante sólo será diferente de cero si {\displaystyle f_{c}=f_{s}} y que la fase de la señal no es aleatoria, siendo igual el valor continuo obtenido {\displaystyle U_{sortie}={\frac {U_{s}U_{c}}{2}}\cos {\theta }}
Debido a la naturaleza aleatoria de la fase de cualquier componente del ruido, sólo el componente de la señal de frecuencia "útil" {\displaystyle f_{s}=f_{c}} se extraerá mediante este proceso.
Si la señal es de baja frecuencia, se puede modular previamente a la frecuencia f p mediante un dispositivo adecuado, de modo que no haya ruido en <i id="mwMg">1 / f</i> .

## Implementación práctica
Un amplificador de detección síncrona (en inglés : Amplificador lock-in) permite implementar los principios de detección síncrona. La señal se amplifica en la entrada, y luego se multiplica con el de la portadora, que puede provenir de un oscilador interno o de una fuente externa. Un filtro de paso bajo con una frecuencia de corte variable hace posible la integración.

## Detección síncrona digital
La mayoría de procedimientos de detección síncrona actual se basa en sistemas de procesamiento digital de la señal de alto rendimiento (DSP). Durante los últimos 20 años, las detecciones sincrónicas digitales han sustituido los modelos analógicos de todo el rango de frecuencias, lo que permite a los usuarios realizar medidas hasta frecuencias de 600 MHz. Los problemas iniciales de las primeras detecciones síncronas digitales, por ejemplo, la presencia de ruido de reloj digital en los conectores de entrada, se podrían eliminar completamente mediante el uso de componentes electrónicos mejorados y un mejor diseño del instrumento. Las detecciones sincronas digitales actuales superan los modelos analógicos en todos los criterios de rendimiento relevantes, como el rango de frecuencias, el ruido de entrada, la estabilidad y la reserva dinámica. Además de un mejor rendimiento, las detecciones sincronas digitales pueden incluir varios demoduladores, que permiten analizar simultáneamente una señal con diferentes parámetros de filtro o múltiples frecuencias. Además, los datos experimentales se pueden analizar con herramientas de procesamiento de señales como un osciloscopio, un analizador de espectro FFT, un integrador Boxcar o proporcionar ciclos mediante controladores PID internos. Algunos modelos de detecciones sincronas digitales son controladas por ordenador y tienen una interfaz gráfica dedicada (por ejemplo mediante un navegador de Internet, independiente del sistema operativo) y una amplia selección de interfaces de programación.

## Aplicaciones
Como la medida de señales débiles está cada vez más extendida en muchos campos de la física y de la ingeniería, las aplicaciones que pueden implicar detecciones síncronas son muy amplias. Citemos sólo algunos ejemplos :
- Transporte, medidas diferenciales como de I / dV o dC / dV
- Modulación láser (picador mecánico)
- modulación acústica
- Conductividad térmica 3-omega
- Microscopía de campo cercano (AFM) para la mayoría de modos dinámicos (modos de contacto intermitentes, NC-AFM, sonda Kelvin, EFM,. . . )
- Osciladores y resonadores
- Sistema electromecánico de microsistemas (MEMS)